# Siemovit IV de Mazovie
Siemovit IV de Mazovie (Ziemowit IV), également connu comme Siemowit IV le Jeune (pl: Siemowit IV Młodszy; né vers 1353/1356 – 21 janvier 1426), fut un prince polonais de la lignée Piast des ducs de Mazovie, à partir de 1373-1374 duc de Rawa, et après la division de l'héritage paternel avec son frère Janusz Ier l'Aîné en 1381, souverain de Rawa, Płock, Sochaczew, Gostynin, Płońsk et Wizna, à partir de 1386 vassal héréditaire de Pologne depuis 1388 souverain de Belz. Entre 1382-1401 il perd Wizna, pendant la période 1384-1399 et 1407-1411 il perd Zawkrze, entre 1384-1399 il perd Płońsk, ces territoires étant engagés à l'ordre Teutonique.

## Origine
Siemovit ou Siemowit est le second fils Siemovit III de Mazovie et de sa première épouse Euphémie, fille de Nicolas II d'Opava. Pendant le règne de son père, Siemowit IV reçoit en propre le district de Rawa Mazowiecka (vers 1373/74), puis dans le cadre du partage de la Mazovie entre lui et son frère aîné Janusz Ier l'Aîné après la mort de leur père le 16 juin 1381, Siemowit IV obtient la totalité de ses domaines : Rawa, Płock, Sochaczew, Gostynin, Płońsk et Wizna

## Règne

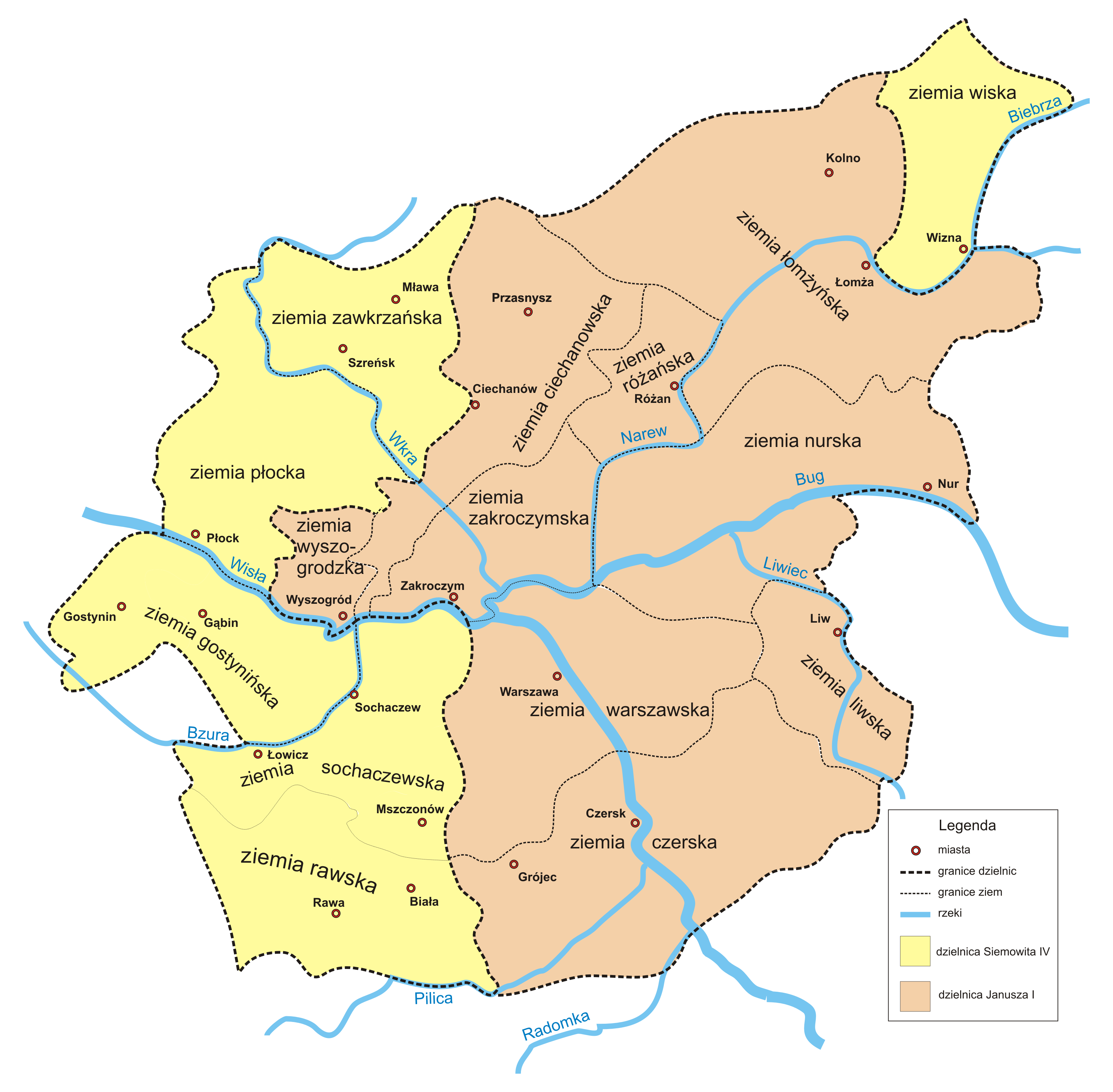
Divisions de la Mazovie (1381–1426) en jaune les domaines de Siemowit IV

### Prétendant au trône de Pologne
Siemovit IV s'oppose aux ambitions de son frère ainé et corégent Janusz Ier l'Aîné en Pologne notamment lorsque celui-ci tente d'obtenir la couronne royale. Un an après qu'il a reçu ses domaines propres en Mazovie, le roi Louis de Pologne et de Hongrie meurt le 10 septembre 1382, son décès ouvre pour lui une occasion de proposer sa propre candidature au trône avec le soutien de la Grande-Pologne et de la noblesse de Cujavie rassemblée autour du puissant Bartosz Wezenborg.  Cependant le défunt roi avait conclu un accord avec les nobles de Petite-Pologne qui garantissait leur appui à sa fille ainée et héritière Marie de Hongrie et à son fiancé Sigismond de Luxembourg. Sans attendre une occasion, en janvier 1383, Siemowit IV marche sur la Grande-Pologne à la tête de ses troupes, ce qui provoque le début d'une guerre civile. Brusquement, à Buda la reine douairière Élisabeth de Bosnie décide d'aller à l'encontre des décisions de son mari et accepte que le royaume de Pologne soit attribué à sa fille cadette Jadwiga et que la royauté de Marie et son futur conjoint se réduise à la seule Hongrie. Cette décision ouvre la perspective aux partisans de Siemowit IV de conclure un mariage avec la jeune reine bien que cette dernière soit déjà fiancée avec Guillaume d'Autriche ce qui permettrait de réconcilier les factions et par ailleurs avec cette union avec l'ancienne dynastie des Piast de conforter la légitimité de la souveraineté de la maison d'Anjou.
Le premier pas pour la mise en œuvre de ce plan est réalisé avec la candidature formelle de Siemowit IV à la couronne royale. Lors d'une assemblée des nobles et de l'aristocratie à Sieradz Bodzęta de Kosowic, archevêque de Gniezno, un de ses principaux partisans propose la candidature de Siemowit IV au trône de Pologne. Cette offre est rapidement en voie d'être acceptée, et seule la courageuses intervention du voïvode de Cracovie Jean de Tęczyn, réussit à différer la décision jusqu'à l'arrivée de la princesse Jadwiga. 
L'opposition de la Petite-Pologne à la candidature de Siemowit IV est probablement liée à la crainte de voir s'accroitre l'importance du rôle de la Grande-Pologne sous le règne d'un duc originaire de Mazovie. Une possibilité est également opposée à cette perspective lorsque s'affirme l'idée d'une union avec le Grand duché de Lituanie. L'évolution de la situation ne décourage pas Siemowit IV, qui est déterminé à obtenir la couronne même par la force. Probablement avec l'accord de l'archevêque Bodzęta de Kosowic, il tente de capturer Jadwiga et de l'épouser dans une action désespérée pour s'emparer du trône. Quand les nobles de Petite-Pologne ont connaissance de ses intentions ils ferment le portes du Wawel aux hommes de l'archevêque Bodzanta, parmi lesquels se trouve dissimulé Siemowit IV. Ils alertent Jadwiga, qui demeure à la cour de sa mère jusqu'à ce que la sécurité de son voyage en Pologne soit assurée. Malgré l'échec de son plan ambitieux, Siemowit IV maintient ses efforts afin d'obtenir le trône polonais. C'est ainsi qu'après avoir incendié la propriété de l'un de ses opposants politiques à Książ, il revient à Sieradz, où une partie de la noblesse locale le proclame « roi de Pologne ». Toutefois cette assemblée n'avait pas d'autorité réelle et de ce fait il doit différer son sacre et tenter de conquérir le pays par la force. Après une désastreuse campagne où il échoue au siège de Kalisz, Siemowit IV ne réussit à conquérir que la Cujavie et plusieurs de ses partisans décident de signer un armistice le 29 septembre 1383. Mettant à profit cette trêve ses adversaires sont rejoints par les troupes hongroises sous le commandement personnel de Sigismond de Luxembourg. L'attaque combinée des forces hungaro-polonaises oblige Siemowit IV à abandonner ses ambitions royales d'autant plus que son propre frère Janusz Ier décide de reconnaitre Jadwiga comme reine.
La défaite de Siemowit IV réduit considérablement le nombre de ses partisans. En conséquence et après le rejet définitif en octobre 1384 par la puissante noblesse de Petite-Pologne de son projet d'union avec Jadwiga, le duc de Mazovie adopte une autre tactique : s'il renonce définitivement à obtenir la couronne il compte se dédommager en acquérant le plus de territoires possible. Dans un premier temps Siemovit IV obtient un succès en conquérant à la fin de 1384 Łęczyca. Toutefois il réalise rapidement que face à la puissance polono-lituanienne confirmée par l'union de Union de Krewo en août 1385, ses forces sont insuffisantes.  Finalement il décide d’entreprendre des négociations de paix avec Jadwiga, qui se terminent avec succès le 12 décembre 1385 par la signature d'un traité par lequel Siemowit IV rend les territoires qu'il a occupés en échange du versement d'une somme de 10 000 marks d'argent, et plus important, il abandonne toutes ses revendications à la couronne de Pologne et rend l'hommage féodal à la reine Jadwiga et à son nouveau mari Jogaila, de qui il reçoit le duché de Belz comme dot de la princesse Alexandra de Lituanie, une sœur de Jogaila qui épouse Siemowit IV en gage de réconciliation entre les deux parties,,,,.

### Vassal de la Pologne
En témoignage de complet renoncement à la couronne polonaise Siemowit IV participe aux cérémonies de baptême, mariage et couronnement de Jadwiga et Jogaila à Cracovie. Après cette cérémonie il renouvelle son hommage au couple royal. Ensuite il se joint à l'entourage du couple royal à Vilnius où il participe au processus de christianisation de la Lituanie. Après avoir finalement admis sa défaite et rendu hommage au roi polonais, la situation politique de Siemowit IV est fortement affaiblie. Avant la guerre comme souverain indépendant il pouvait effectivement louvoyer entre la Pologne la Lituanie et l'ordre Teutonique; désormais il est considéré comme un vassal et un allié du royaume de Pologne.
Par ailleurs afin de financer sa politique il avait été contraint de remettre en gage plusieurs de ses domaines entre les mains de l'Ordre teutonique, dont Wizna (au cours de la période 1382-1401, Płońsk entre 1384-1399 et Zawkrze en 1384-1399 et 1407-1411.
Lorsque les tensions montent entre la Pologne et l'ordre Teutonique, Siemowit IV tente d'en tirer profit en intervenant comme médiateur. Après la rupture qui débouche sur guerre du royaume de Pologne-Lituanie contre l'ordre Teutonique, l'attitude du duc de Mazovie n'est pas très claire : d'un côté il tente de contacter le roi Sigismond de Hongrie et d'un autre côté il fait pression sur ses voisins pour qu'ils maintiennent la paix. Lorsqu'il constate l'échec de ses tentatives de compromis, Siemowit IV envoie finalement des troupes combattre à la bataille de Grunwald, mais sa participation est toute symbolique; en fait c'est son fils Siemovit V qui mène campagne avec deux bannières de ses propres hommes et combat aux côtés des troupes polonaises et lituaniennes.  Afin de maintenir ses relations amicales avec l'ordre Teutonique, il leur fournit des restitutions même pendant la campagne, en échange l'ordre restitue Zawkrze à Siemowit IV, bien qu'aux termes de la paix de Toruń il n'était pas contraint à le faire.
Malgré sa subordination officielle à la Pologne, Siemowit IV tente de poursuivre une politique étrangère indépendante. Il entretient de fréquents contacts avec le roi Sigismond de Hongrie, qui souhaite attirer un vassal de la Pologne dans son orbite et accorde au duc de Mazovie de riches prébendes dans l'archidiocèse de Veszprém et d'autres possessions en Hongrie. Malgré des frictions temporaires causées par sa politique par trop indépendante (il émet notamment ses propres monnaies), les relations entre Siemowit IV et la Pologne restent amicales. Même s'il ne s'acquitte pas toujours ponctuellement de ses paiements comme vassal et n'envoie qu'occasionnellement ses troupes à l'ost du roi de Pologne, Władysław II, lui témoigne toujours une certaine amitié qui se manifeste lorsqu'il utilise les mariages des filles de Siemowit IV afin de conclure des unions diplomatiques et qu'il favorise la carrière ecclésiastique de son fils Alexandre. En politique intérieure, Siemowit IV poursuit la restructuration économique entreprise sous le règne de son père. Dans ce contexte en plus des statuts existants il dote plusieurs de ses cités du droit de Chełmno et favorise la colonisation par la noblesse de Belz.

### Dernières années
Après 1420 Siemowit IV, devient progressivement aveugle et il délègue graduellement le gouvernement à ses fils adultes. En 1425, le conflit autour de l'élection de son chancelier Stanisław z Pawłowic comme évêque de Płock n'apporte aucun avantage à la Mazovie et contraint seulement ses fils Siemowit V et Casimir II à une 
humiliante renonciation. Siemowit IV meurt le 21 janvier 1426 à Gostynin et il est inhumé dans la crypte ducale de la cathédrale de Płock.

## Union et postérité
En 1387, Siemowit IV épouse Alexandra (morte le 20 avril 1434), une princesse lituanienne, fille d'Algirdas, grand-duc de Lituanie et de sa seconde épouse Juliana de Tver. Ils ont treize enfants :
- Siemovit V de Rawa ;
- Jadwiga de Mazovie (16 septembre 1393 - après le 19 février 1439), épouse après le 3 janvier 1410 Janos Garai, Ban de Uzora et Obergespan de Temes et Pozsega ;
- Cymburge de Mazovie, épouse le 25 janvier 1412 Ernest d'Autriche intérieure ;
- Euphémie de Mazovie (1395/97 - entre le 25 août et le 17 septembre 1447), épouse le 20 novembre 1412 Boleslas Ier de Cieszyn ;
- Amélie de Mazovia (1396/99 - après 17 mai 1434), épouse le 16 mai 1413 Guillaume II de Misnie ;
- Aleksander Mazowiecki, cardinal en 1443 ;
- Casimir II de Belz ;
- Trojden II de Płock ;
- Ladislas Ier de Płock ;
- Alexandra (1407/10 - vers 1426) ;
- Marie (1408/15 - 14 février 1454), épouse le 24 juin 1432 Bogusław IX de Poméranie ;
- Anna (née avant 24 avril 1411 - morte avant 7 février 1435), épouse avant le 26 mai 1427 Michel Žygimantaitis, fils de Sigismond Ier Kęstutaitis ;
- Catherine (née en 1413/16 - morte entre 2 juin 1479/5 juillet 1480), épouse avant le 21 août 1439 Michel Žygimantaitis, veuf de sa sœur.

D'une maîtresse inconnue il laisse par ailleurs un fils :
- Miklusz, né après 1387, légitimé le 29 juin 1417 par le roi Sigismond de Luxembourg.